# Szalmatercs
Szalmatercs is een plaats (község) en gemeente in het Hongaarse comitaat Nógrád. Szalmatercs telt 518 inwoners (2001).